# Tremplin de Bergisel

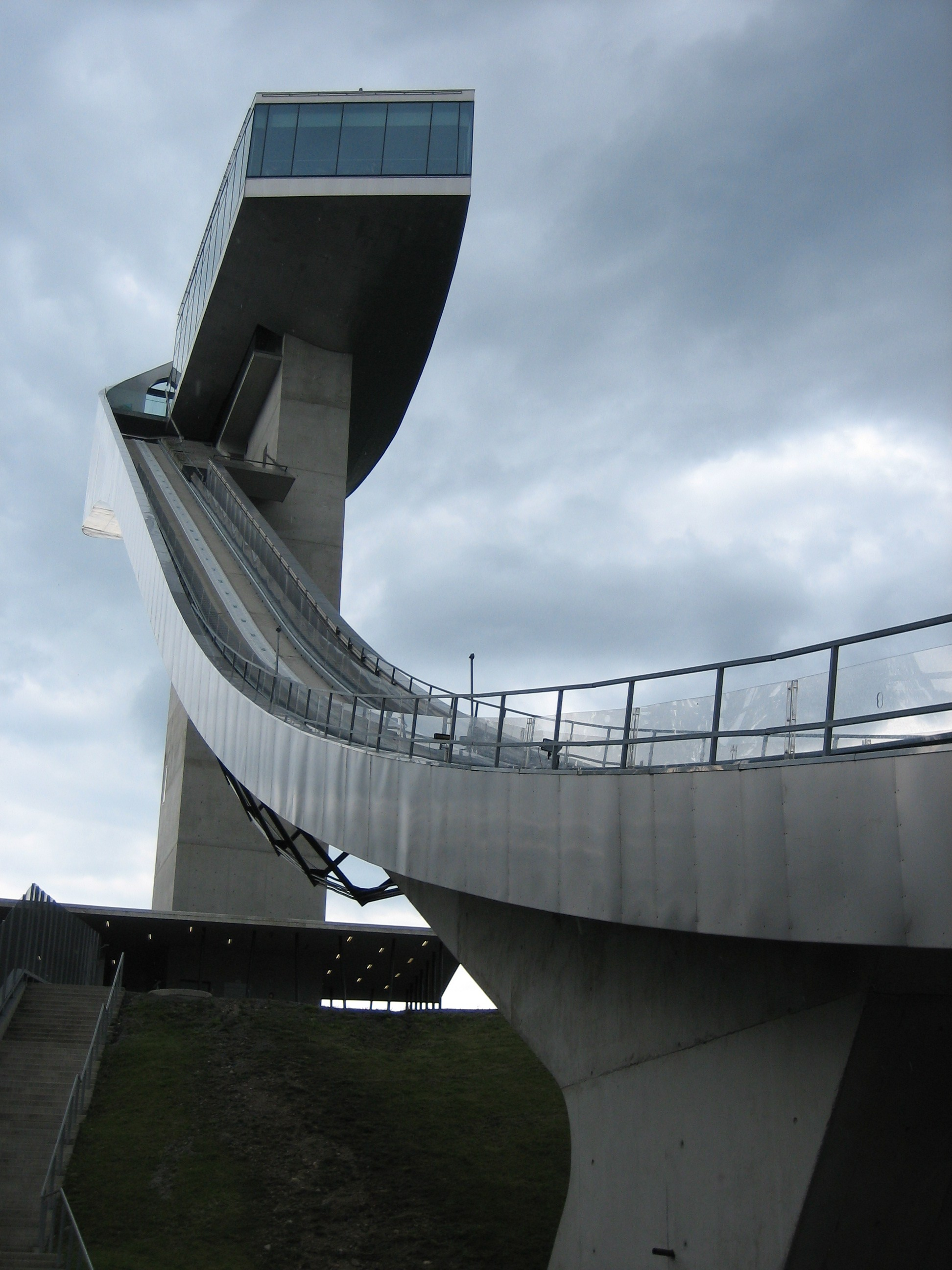
Le saut à ski du Bergisel, Innsbruck

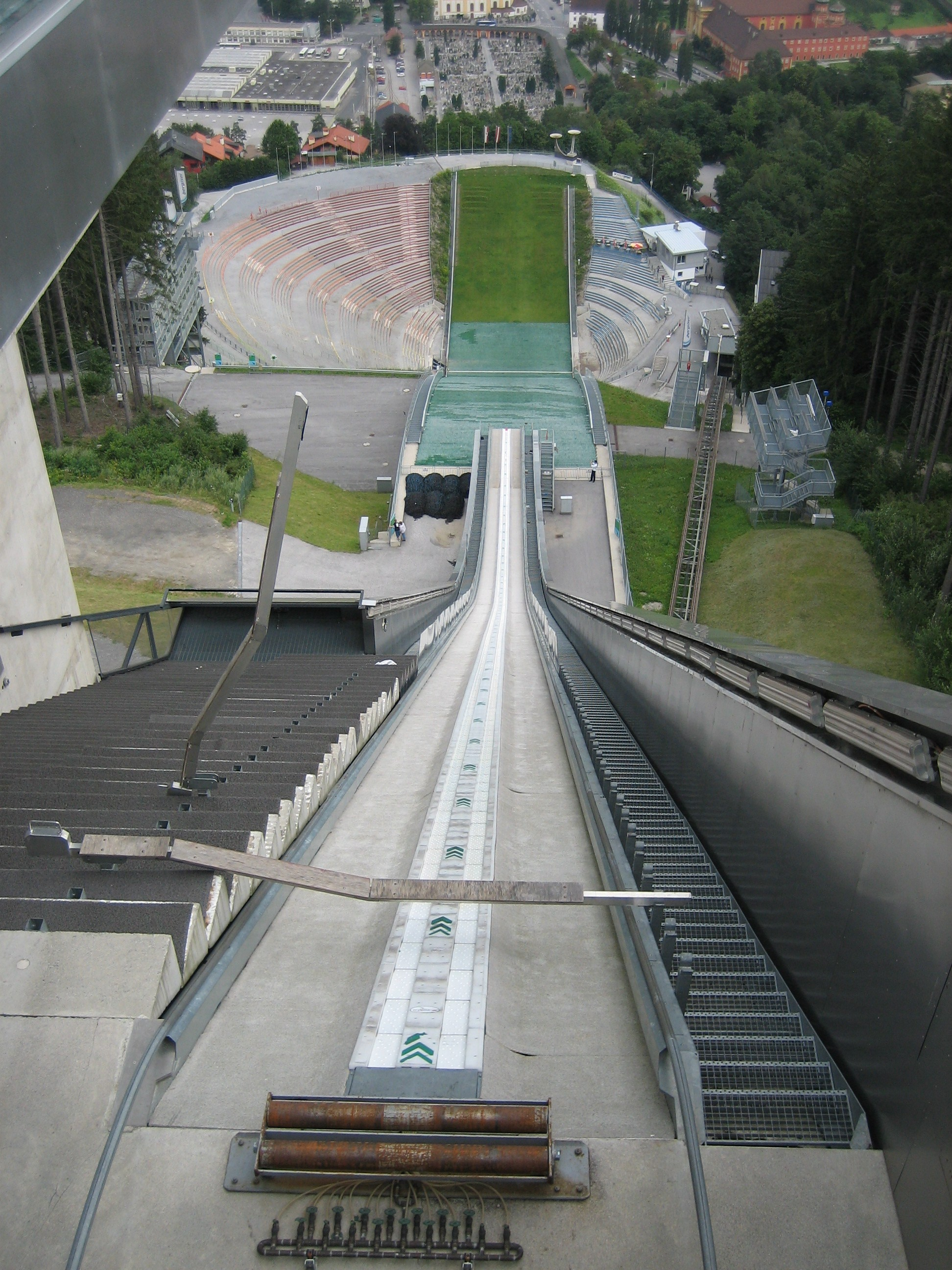
Lancement du saut à ski du Bergisel, Innsbruck

Le tremplin de Bergisel, est un tremplin de saut à ski situé à Innsbruck en Autriche. C'est l'un des tremplins les plus importants de la Coupe du monde de saut à ski. Il accueille chaque année la troisième étape de la Tournée des quatre tremplins.
La première compétition officielle s'est tenue en 1920 sur une construction en bois, le tremplin a été remodelé en 1964 afin d'être le gros tremplin des jeux olympiques d'hiver de 1964, le petit étant le tremplin Toni Seelos de Seefeld. Ces deux tremplins ont également reçu des épreuves olympique lors des jeux olympiques d'hiver de 1976.  Les dernières modifications du tremplin de Bergisel datent de 2003.
La Fédération autrichienne de ski souhaitait créer un monument et une installation sportive de haute qualité.  La structure en béton a une hauteur de 48 m et de 7 × 7 m de section à la base. 
Le tremplin de saut à ski surplombe la ville olympique d’Innsbruck, sur l’historique Bergisel, qui a toujours revêtu une grande importance pour le Tyrol et, notamment, Innsbruck : il y a près de 200 ans, des Tyroliens y combattirent pour la liberté de leur patrie, sous les ordres de leur chef, Andreas Hofer. Le premier tremplin de saut à ski a été créé en 1925 sur ce sol historique.  En 1988, le pape Jean-Paul II célébra une messe pour 60 000 croyants. Ce tremplin a permis à Sven Hannawald de battre le record en janvier 2002 en effectuant un saut de 134,50 m. Lors de la tournée des 4 tremplins 2014-2015 le record est battu  deux fois dans la même journée : 137 mètres pour l'Autrichien Stefan Kraft puis quelques minutes plus tard  l'Autrichien Michael Hayboeck réalise 138 mètres, atterrissant toutefois accroupi.  
Les sauteurs à ski  affrontent un tremplin de 98 m et dont la pente atteint 37 degrés.
Après avoir gravi 255 marches ou en empruntant un ascenseur incliné qui séparent l'entrée de la tour de ce bâtiment, le visiteur sportif ou pas peut admirer un spectaculaire  panorama de 360 degrés offrant une vue sur les montagnes le Patscherkofel, la Nordkette, Hohe Munde et Serles. La terrasse sur le toit peut accueillir 180 personnes. Le café de 150 places offre une vue de 360° sur la ville et les montagnes.
Zaha Hadid a décrit cette structure comme un « hybride organique », sorte de croisement de tour et de pont réussissant à donner une image abstraite de la vitesse, du mouvement et de l'envol. En effet, la structure réunit un pont comme rampe d’élan, un bâtiment en tant que tour et une construction d’acier dans la section supérieure de cette dernière.